# 文本立
文本立，SC（1976年—），香港大律師，2015年被香港終審法院委任為資深大律師，2023年獲行政長官委任為選舉管理委員會委員。從2018年開始至今，文本立多次出任香港高等法院暫委法官。作私人執業時較多參與商業糾紛訴訟。

## 背景

### 早年生活
文本立是家中長子，與胞弟同為香港文氏宗親總會的董事。文本立早年就讀銅鑼灣聖公會幼稚園，1982年畢業後入讀拔萃小學，並於1988年升讀拔萃男書院。他在校時與民主黨秘書長梁永權、唱片騎師泰山、政治人物劉嘉鴻、傳媒人呂秉權、醫生兼作家歐陽英傑和香港中文大學中國語言及文學系副教授陳煒舜為同屆同學。學業上，文本立是一名九優高材生。他於1993年香港中學會考中，報考中文、英文、數學、附加數學、物理、化學、生物、中國歷史、經濟以及宗教諸科，除宗教科外均考獲 A 等優異成績。
課餘以外，他是學校辯論隊成員，曾夥拍隊員呂秉權、任亮憲以及歐陽英傑一同參加過校內外的辯論比賽。1994年參加校內粵語詩詞集誦比賽時獲得亞軍。當他1995年在拔萃男書院完成中七學業後，他因考獲尤德爵士紀念基金海外獎學金而得到機會前往英國報讀牛津大學聖安妮學院，分別取得法學文學士學位（1998年以一級榮譽畢業）和民事法學士學位。期間既贏得中殿律師學院模擬法庭比賽（Oxford Hong Kong Mooting Competition）獎學金，又在2000年獲得由香港大律師公會頒發的大律師獎學金。

### 法律專業
2000年，文本立在英格蘭及威爾斯與香港兩個地區取得大律師執業資格，執業以來處理過多宗商業訴訟，如銀行 / 公司糾紛、企業與個⼈破產案件，包括2008年中信泰富為集團旗下澳洲鐵礦項目對沖澳元時買入大量外匯累計期權，造成股民投資損失的案件、2018年起展開的林百欣遺孀顧瑞英與女兒林明珠狀告林百欣遺產管理人案、2018年至2020年鷹君集團創辦人羅鷹石夫人羅杜莉君入稟控告滙豐國際信託及要求撤銷銷滙豐信託作為家族信託受託人案、2020年周星馳與文鳳之間牽涉的追討巨額投資佣金案、2021年華為副董事長孟晚舟向匯豐銀行索取文件紀錄案、2022年霍英東家族爭產案以及華懋慈善基金遺產管理人資格案等。
另外，文本立於2010年成為 CEDR（有效爭議解決中心）認可調解人，列入香港國際仲裁中心調解員名單。他其後於2015年獲終審法院首席法官委任為資深大律師。2015年至2016年擔任香港大律師公會理事會理事，2016年至2018年及2022年起擔任公會的土地、信託及遺囑認證專業委員會主席，亦為公會出任大律師資格考試小組委員與召集人。而其司法界的身影還可見於以法官身份判案 ─ 曾於2018年至2022年、2024年至今屢獲香港司法機構委任為香港高等法院原訟法庭暫委法官。

### 授以公職
文本立自2020年代起肩負多項公職，計有香港考試及評核局上訴覆核委員會主席（2022年至今）、證券及期貨事務監察委員會紀律研訊主席委員會委員（2022年至今）、伊利沙伯醫院管治委員會委員（2023年至今）和打擊洗錢及恐怖分子資金籌集覆核審裁處主席（2024年至2027年）。及至2023年9月，他獲行政長官委任為選舉管理委員會委員，接替陸貽信請辭後出缺的位置，上任初期著手籌備2023年香港區議會選舉。在電子選民登記冊系統於2023年區議會一般選舉舉行期間出現故障後，他便與專責小組調查事件。

## 個人生活
文本立已婚，妻子為禤穎詩是一名名媛及前馬主，婚後育有兩名兒子。此外，文本立是香港賽馬會會員，與父親及胞弟共同持有馬匹「城中勇士」，其外父是前信德集團執行董事兼澳門特別行政區經濟委員會委員禤永明。